# Monte Verde (Cabo Verde)
Monte Verde es la montaña más alta de la isla de São Vicente, en el país africano de Cabo Verde. La montaña se encuentra a 8 km al este de la ciudad de Mindelo, la principal localidad de la isla. La montaña es también un área protegida.
Es un punto de paso muy recomendado porque incluye vistas de toda la isla de São Vicente, aunque frecuentemente está cubierto por nubes. La panorámica en la parte superior de Monte Verde es una espectacular vista que incluye Baía das Gatas y Praia Grande, junto con la ciudad de Mindelo y su puerto.